# Simion Cuciuc
Simion Cuciuc (4 de julio de 1941) es un deportista rumano que compitió en piragüismo en la modalidad de aguas tranquilas. Participó en los Juegos Olímpicos de Tokio 1964, obteniendo una medalla de bronce en la prueba de K4 1000 m.

## Palmarés internacional
| Juegos Olímpicos | Juegos Olímpicos | Juegos Olímpicos  | Juegos Olímpicos |
| Año              | Lugar            | Medalla           | Competición      |
| ---------------- | ---------------- | ----------------- | ---------------- |
| 1964             | Tokio (Japón)    | Medalla de bronce | K4 1000 m        |